# Apateon
Apateon là một chi động vật lưỡng cư temnospondyli tuyệt chủng trong họ Branchiosauridae.